# Thymus camphoratus
Thymus camphoratus ist eine Pflanzenart aus der Gattung der Thymiane (Thymus) in der Familie der Lippenblütler.

## Beschreibung
Thymus camphoratus ist ein kleiner Strauch mit einer Wuchshöhe von 20 bis 40 cm. Er hat aufrechte bis abstehende, holzige Stängeln in deren Achseln Büschel aus Laubblättern stehen. Diese sind 3 bis 5 mm lang und 1 bis 1,5 mm breit. Sie sind gestielt, eng eiförmig und filzig behaart. Der Blattrand ist zurückgerollt und nicht bewimpert.
Die Blütenstände sind aus fast kugelförmigen, oftmals gestielten Zymen mit 10 bis 18 mm Durchmesser zusammengesetzt. Die Tragblätter breit eiförmig und oft purpurn. Der Kelch ist 4 bis 6 mm lang, glockenförmig, die oberen Zähne sind dreieckig-pfriemförmig und meist bewimpert. Die Krone ist weißlich.
Die Chromosomenzahl beträgt 2n = 30.

## Vorkommen
Die Art ist im Süden und Südwesten Portugals verbreitet.